# Лісковицька вулиця
Лісковицька вулиця — вулиця в Новозаводському районі міста Чернігова, історично склалася місцевість (район) Лісковиця . Пролягає від вулиці Олександра Довженка до проспекту Миру.
Придягають вулиці Іллінська, Варзара, Князя Давида Святославича, Святославська, Успенська.

## Історія
Забудова вулиці посідає початок-середину ХІХ століття, XVII—XVIII століття. Вулиця позначена на «Плані міста Чернігова» 1908 року, де пролягає до Успенської вулиці.

## Забудова
Вулиця пролягає у південно-східному напрямку, кінець вулиці проходить між озерами Млиновище та безіменним — ця ділянка без забудови. Вулиця розташована у заплаві річки Десна. Парна та непарна сторони вулиці зайняті садибною забудовою.
Установи:
1. будинок № 18 А — нині закрите відділення зв'язку «Укрпошта»

Є ряд рядових історичних будівель, що не є пам'ятками архітектури чи історії: садибні будинки № 4, 6, 9, 14/41, 15, 17/1, 19/2, 21, 22/43, 23/45, 24/52, 25/54, 26, 28, 32, 39/56.